# 东乡族
東鄉族（小兒經：دْوݣسِيْاݣ）是中華人民共和國的一個少數民族，他們自稱為撒爾塔人（Sarta 或 Santa）。主要聚居在甘肅省臨夏回族自治州東鄉族自治縣以及積石山保安族東鄉族撒拉族自治縣，少數分布在甘肅臨夏縣、和政縣、廣河縣、康樂縣、臨夏市、蘭州市、定西地區和甘南藏族自治州等地。還有一小部分散居在新疆维吾爾自治區、青海省和寧夏回族自治區等省區。人口為621500人（2010年統計）。

## 族源及發展

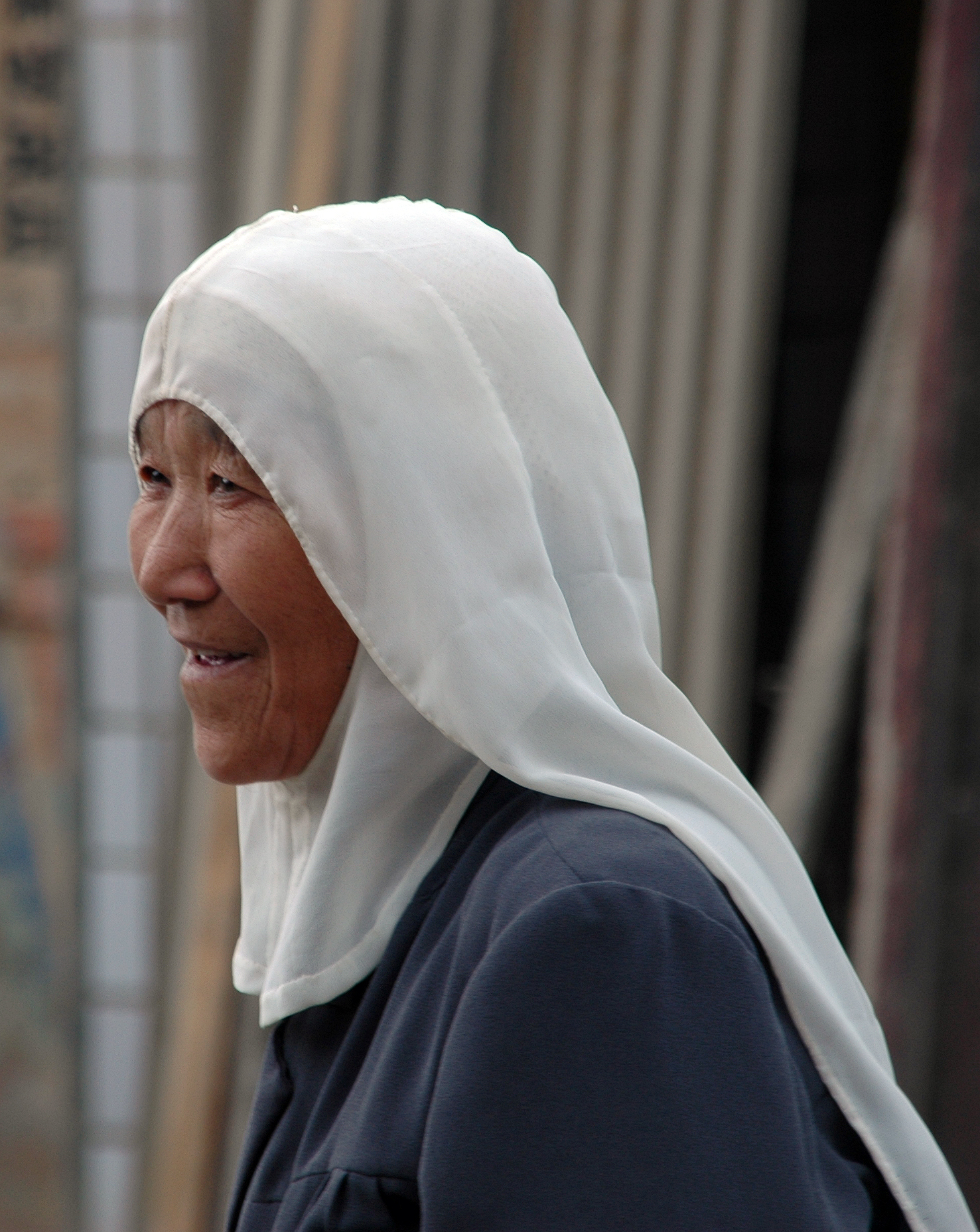
穿戴白色希賈布蓋頭的老年東鄉族婦女

早先，東鄉族被稱為東鄉回、蒙古回回、東鄉土人、東鄉蒙古人。族群源於中亞撒爾塔人与蒙古人，信奉伊斯蘭教，由六種色目人為主體發展出來，即回回、乃蠻、钦察、葛邏祿、甘土鲁、康里。這些中亞人成為簽軍，由赤老溫統帥，留駐东乡。後來這些軍人被組織入社（也与一部分汉人藏人混合），定居下來。由軍戶轉為民戶，採用蒙古語。色目人是重要來源，在元朝中期形成現今東鄉族。
明初這地方屬河州衛管轄，前朝將軍鎖南普，賜姓何，任命為指揮同知。世代相傳，實行土司統治。洪武年間設九個里，推行里甲制度。在清朝改為用社統治。東鄉族一部分族源是阿難答部下。

### 通婚
東鄉族姓氏有蒙古族、漢族、回族、藏族等姓氏；漢族姓氏王、康、張、高、黃等，回族姓氏有馬和穆。在極少數狀況下，東鄉族確實會與其他族群通婚，但只有漢族與回族，而沒有藏族。

## 东乡族人口分布
中国2000年第五次人口普查各地东乡族人口列表（普查时点人口，单位：人；   带色  部分，表示为世居省份）
| 位次 | 地区       | 总人口        | 东乡族  | 占东乡族 人口比例（%） | 占地区 少数民族 人口比例（%） | 占地区 人口比例（‰） |
|      | 合计       | 1,245,110,826 | 513,826 | 100                    | 0.4878                        | 0.4127               |
|      | 31省份合计 | 1,242,612,226 | 513,805 | 100                    | 0.4883                        | 0.4135               |
| G1   | 西北地区   | 89,258,221    | 512,155 | 99.67                  | 2.9336                        | 5.7379               |
| G2   | 西南地区   | 193,085,172   | 787     | 0.15                   | 0.0022                        | 0.0041               |
| G3   | 华北地区   | 145,896,933   | 316     | 0.06                   | 0.0036                        | 0.0022               |
| G4   | 中南地区   | 350,658,477   | 305     | 0.06                   | 0.0010                        | 0.0009               |
| G5   | 华东地区   | 358,849,244   | 170     | 0.03                   | 0.0068                        | 0.0005               |
| G6   | 东北地区   | 104,864,179   | 72      | 0.01                   | 0.0007                        | 0.0007               |
| 1    | 甘肃       | 25,124,282    | 451,622 | 87.89                  | 20.5356                       | 17.9755              |
| 2    | 新疆       | 18,459,511    | 55,841  | 10.87                  | 0.5091                        | 3.0251               |
| 3    | 青海       | 4,822,963     | 2,498   | 0.49                   | 0.1127                        | 0.5179               |
| 4    | 宁夏       | 5,486,393     | 2,168   | 0.42                   | 0.1144                        | 0.3952               |
| 5    | 贵州       | 35,247,695    | 412     | 0.08                   | 0.0031                        | 0.0117               |
| 6    | 云南       | 42,360,089    | 179     | 0.03                   | 0.0013                        | 0.0042               |
| 7    | 内蒙       | 23,323,347    | 118     | 0.02                   | 0.0024                        | 0.0051               |
| 8    | 西藏       | 2,616,329     | 111     | 0.02                   | 0.0045                        | 0.0424               |
| 9    | 北京       | 13,569,194    | 101     | 0.02                   | 0.0173                        | 0.0074               |
| 10   | 广西       | 43,854,538    | 98      | 0.02                   | 0.0006                        | 0.0022               |
| 11   | 湖北       | 59,508,870    | 78      | 0.02                   | 0.0030                        | 0.0013               |
| 12   | 黑龙江     | 36,237,576    | 64      | 0.01                   | 0.0036                        | 0.0018               |
| 13   | 广东       | 85,225,007    | 61      | 0.01                   | 0.0048                        | 0.0007               |
| 14   | 四川       | 82,348,296    | 60      | 0.01                   | 0.0015                        | 0.0007               |
| 15   | 浙江       | 45,930,651    | 55      | 0.01                   | 0.0139                        | 0.0012               |
| 16   | 天津       | 9,848,731     | 51      | 0.01                   | 0.0191                        | 0.0052               |
| 17   | 河北       | 66,684,419    | 37      | 0.01                   | 0.0013                        | 0.0006               |
| 18   | 江苏       | 73,043,577    | 35      | 0.01                   | 0.0135                        | 0.0005               |
| 19   | 河南       | 91,236,854    | 29      | 0.01                   | 0.0025                        | 0.0003               |
| 20   | 山东       | 89,971,789    | 28      | 0.01                   | 0.0044                        | 0.0003               |
| 20   | 湖南       | 63,274,173    | 28      | 0.01                   | 0.0004                        | 0.0004               |
| 22   | 陕西       | 35,365,072    | 26      | 0.01                   | 0.0147                        | 0.0007               |
| 23   | 重庆       | 30,512,763    | 25      | 0.00                   | 0.0013                        | 0.0008               |
| 24   | 上海       | 16,407,734    | 20      | 0.00                   | 0.0193                        | 0.0012               |
| 25   | 福建       | 34,097,947    | 15      | 0.00                   | 0.0026                        | 0.0004               |
| 26   | 海南       | 7,559,035     | 11      | 0.00                   | 0.0008                        | 0.0015               |
| 27   | 山西       | 32,471,242    | 9       | 0.00                   | 0.0087                        | 0.0003               |
| 28   | 安徽       | 58,999,948    | 9       | 0.00                   | 0.0023                        | 0.0002               |
| 29   | 辽宁       | 41,824,412    | 8       | 0.00                   | 0.0001                        | 0.0002               |
| 29   | 江西       | 40,397,598    | 8       | 0.00                   | 0.0064                        | 0.0002               |
|      | 吉林       | 26,802,191    |         |                        |                               |                      |
|      | 现役军人   | 2,498,600     | 21      | 0.00                   | 0.0188                        | 0.0084               |

### 东乡族聚居区

#### 自治县
- 东乡族自治县（甘肃省）
- 积石山保安族东乡族撒拉族自治县（甘肃省）

#### 东乡族乡
- 小金湾东乡族乡（甘肃省玉门市）
- 独山子东乡族乡（甘肃省玉门市）
- 七墩回族东乡族乡（甘肃省瓜州县）
- 安家坡东乡族乡（甘肃省临夏县）
- 井沟东乡族乡（甘肃省临夏县）
- 梁家寺东乡族乡（甘肃省和政县）
- 阿力麻土东乡族乡（甘肃省广河县）

## 語言
東鄉族人使用的東鄉語，屬阿爾泰語系蒙古語族，與十三世紀蒙古秘史的蒙古語很像。語言內有許多從漢語、阿拉伯語、波斯語和少數突厥語的外來詞。多數人兼通漢語，通用漢字，東鄉族並無自己的文字，使用阿拉伯文字。
由於語言替換因素，東鄉族自治縣東北部使用了一種受漢語普通話影響的東鄉語——唐汪話。
東鄉族有豐富的民間口頭文學，民歌稱作「東鄉花兒」。

## 宗教信仰
東鄉族信仰伊斯蘭教，属遜尼派，又分為五大教派，十門宦。五大派為嘎的林耶、庫不林耶、哲合忍耶、虎夫耶、伊赫瓦尼。十門宦為大拱北門宦、海門門宦、花寺門宦、張門門宦、沙溝門宦、穆夫提門宦、胡門門宦、北莊門宦、丁門門宦、風門門宦。內部一直有新教與老教之爭。他们十三世紀已經是穆斯林。

## 教育情况
東鄉族的教育事業在全國範圍內屬於比較落後的。 1982年的數據表明東鄉族的大、中、小學生入學比率低於全省和全國當時水平。每萬人大學生數全省為55人，東鄉7.7人；高中生625人，東鄉為139人；初中生1220人，東鄉305人；小學生2771人，東鄉782人。文盲、半文盲率非常高，全省34.89%，東鄉74.35%，其中女性高於男性，山區高於川區，民族聚居區高於民族雜居區。
根據在2000年人口普查數據，在所有55個少數民族中間，東鄉族文盲人口占15歲以上人口比例最高，為62.88%。经过20年的发展，虽然在教育事业各方面都有进步，但是成人文盲率仍旧高达48%，甘肃省为14%，全国水平为7.7% 。根據2000年的人口普查數據，在東鄉縣，人均受教育年限1.98年，只有少數幾個村超過2年 。

## 風俗習慣
東鄉族人的食衣住行及風俗受伊斯蘭教影響很大。

### 服飾

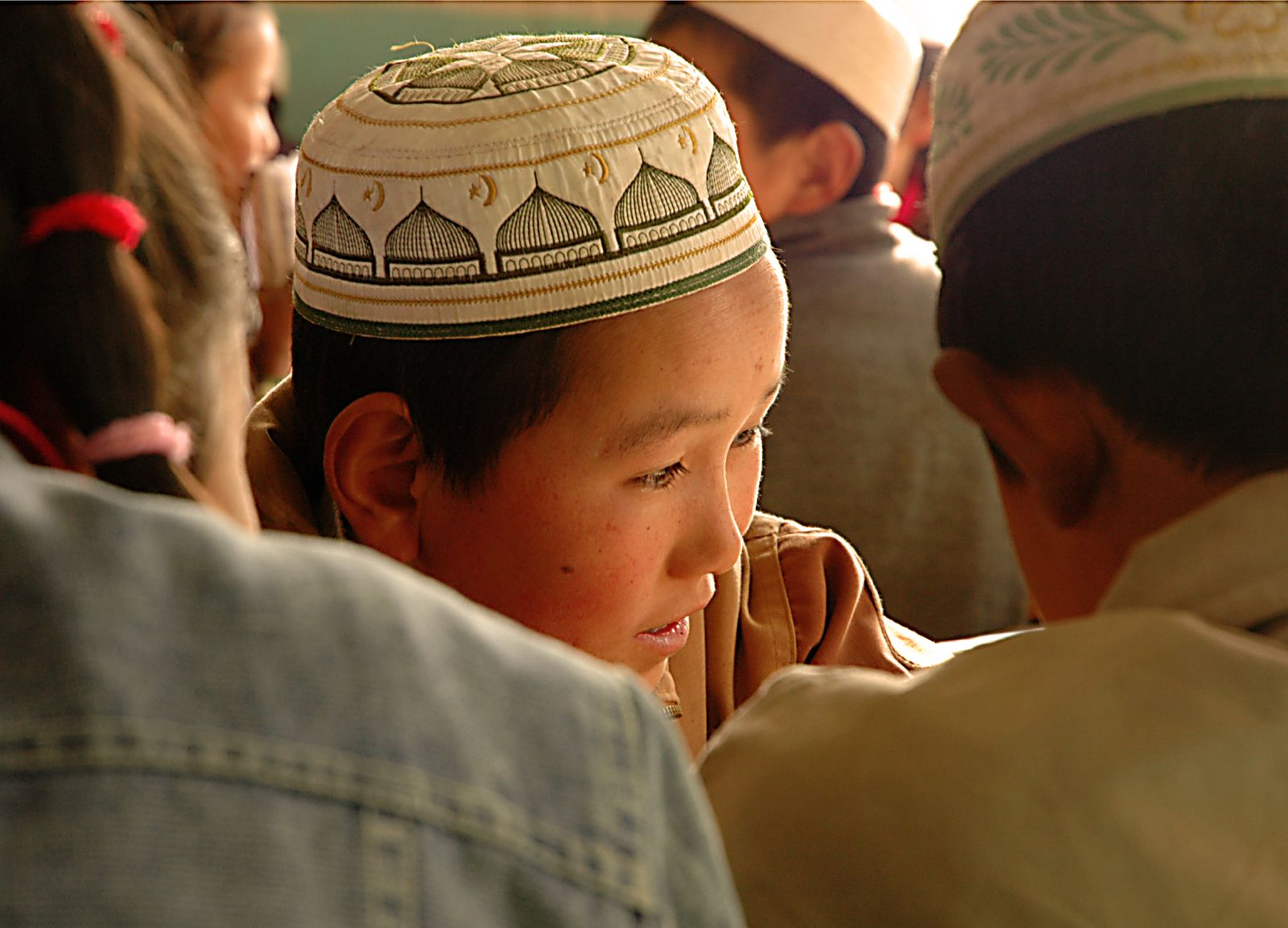
穿戴塔基亞禮拜帽的東鄉族小學生

東鄉族服飾上帶有回族的特點，顏色多青、藍色或藏青色布製成。婦女的上衣寬大長至膝蓋，衣領衣袖衣襟均繡有裝飾，套褲的褲管也滾有花邊，用飄帶束住。在節日里，婦女會穿上高跟繪花鞋，包頭巾並插銀製飾物。東鄉族婦女的蓋頭分黑、綠、白三種顏色。女孩從七八歲開始戴綠蓋頭，婚後戴黑色蓋頭，老年婦女戴白色蓋頭。
男子頭戴平頂軟帽，分黑、白兩色。黑軟帽的平頂用六快布縫成，只有老教教徒才能戴。新教教徒則多穿制服和小翻領黑布面大衣。男子不能蓄發，但留鬍鬚。男子平日多穿短衫、深色坎肩毛織的褐衣，下穿及踝長褲。冬天穿山羊皮襖，在袖口處縫有黑色或紅色的寬邊。

### 舞蹈
東鄉族人在婚禮上要跳“哈利舞”，今天已不常見，六十歲以上的老人還能記起。
東鄉族的穆夫提教派在宗教儀式中要表演一種歷史悠久的舞蹈“哲茲白”，舞者均為男子，形式多表現誦經的動作。

### 節日
因為信仰伊斯蘭教，東鄉族的節日主要是伊斯蘭教的三大宗教節日，即開齋節、古爾邦節和聖紀節。

## 基因遺傳
東鄉族群體的父系單倍群構成情況
在 2010 年的另一項研究中發現，大多數東鄉族屬於單倍群 R1a（54%）。

## 著名人士
- 馬大漢
- 馬萬福